# (5563) Yuuri
(5563) Yuuri es un asteroide perteneciente al cinturón de asteroides descubierto el 9 de noviembre de 1991 por Seiji Ueda y el astrónomo Hiroshi Kaneda desde el Kushiro Marsh Observatory, Hokkaido, Japón.

## Designación y nombre
Designado provisionalmente como 1991 VZ1. Debe su nombre a Yuuri Ueda, nieta de Seiji Ueda.

## Características orbitales
Yuuri está situado a una distancia media del Sol de 2,764 ua, pudiendo alejarse hasta 2,941 ua y acercarse hasta 2,586 ua. Su excentricidad es 0,064 y la inclinación orbital 10,47 grados. Emplea 1678,47 días en completar una órbita alrededor del Sol.

## Características físicas
La magnitud absoluta de Yuuri es 12. Tiene 10,188 km de diámetro y su albedo se estima en 0,324. Está asignado al tipo espectral S según la clasificación SMASSII.